# Aldersbach

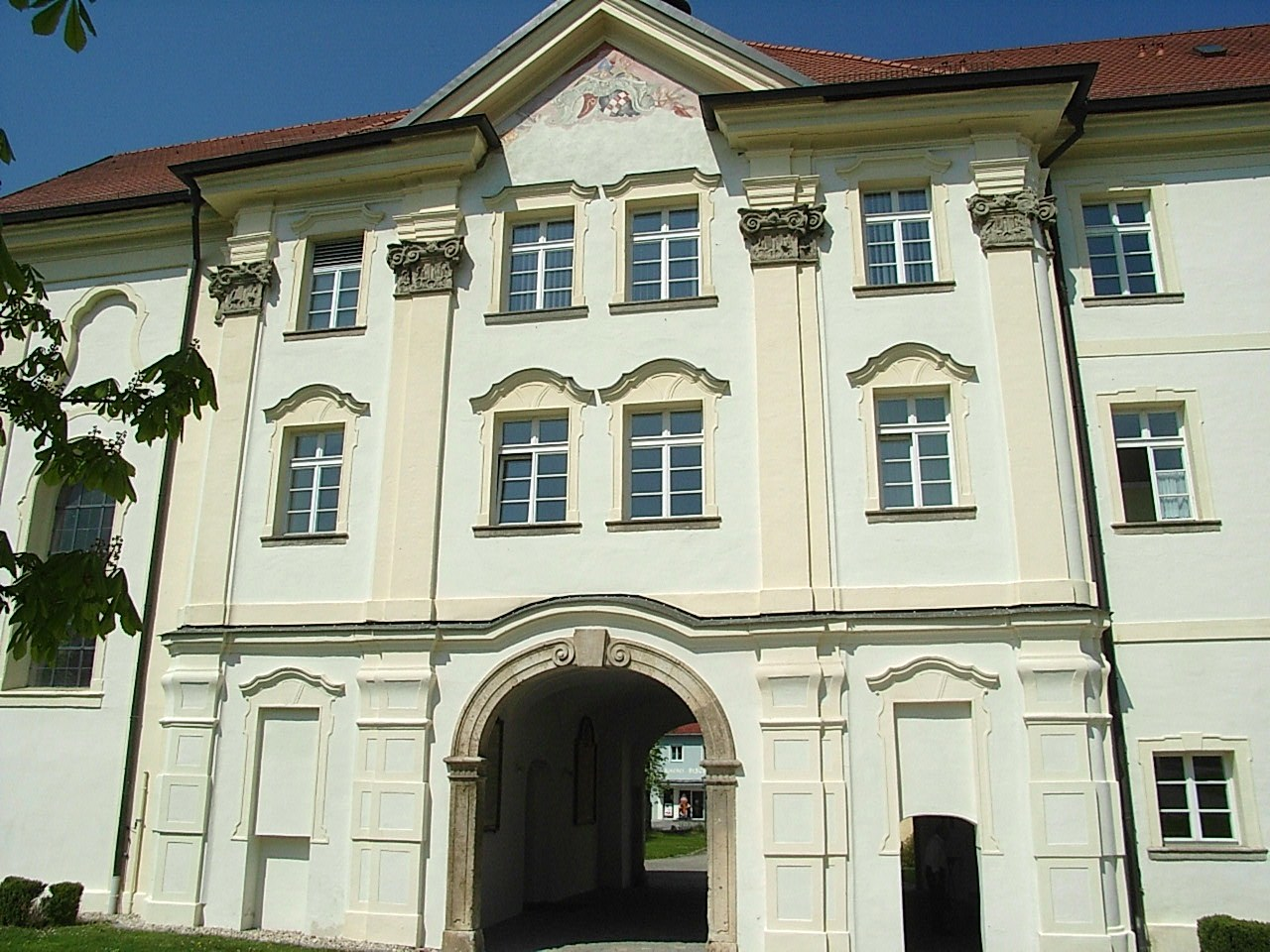
Rathaus von Aldersbach

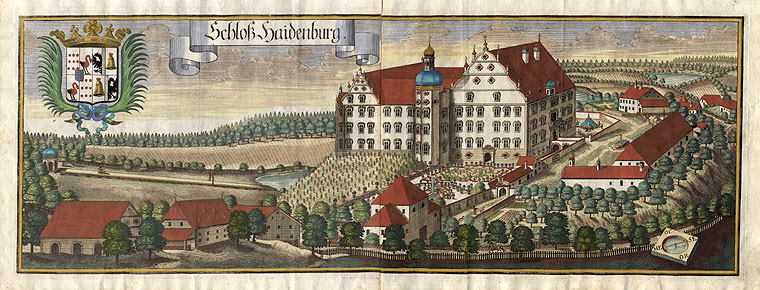
Michael Wening: Schloss Haidenburg, Anfang 18. Jahrhundert

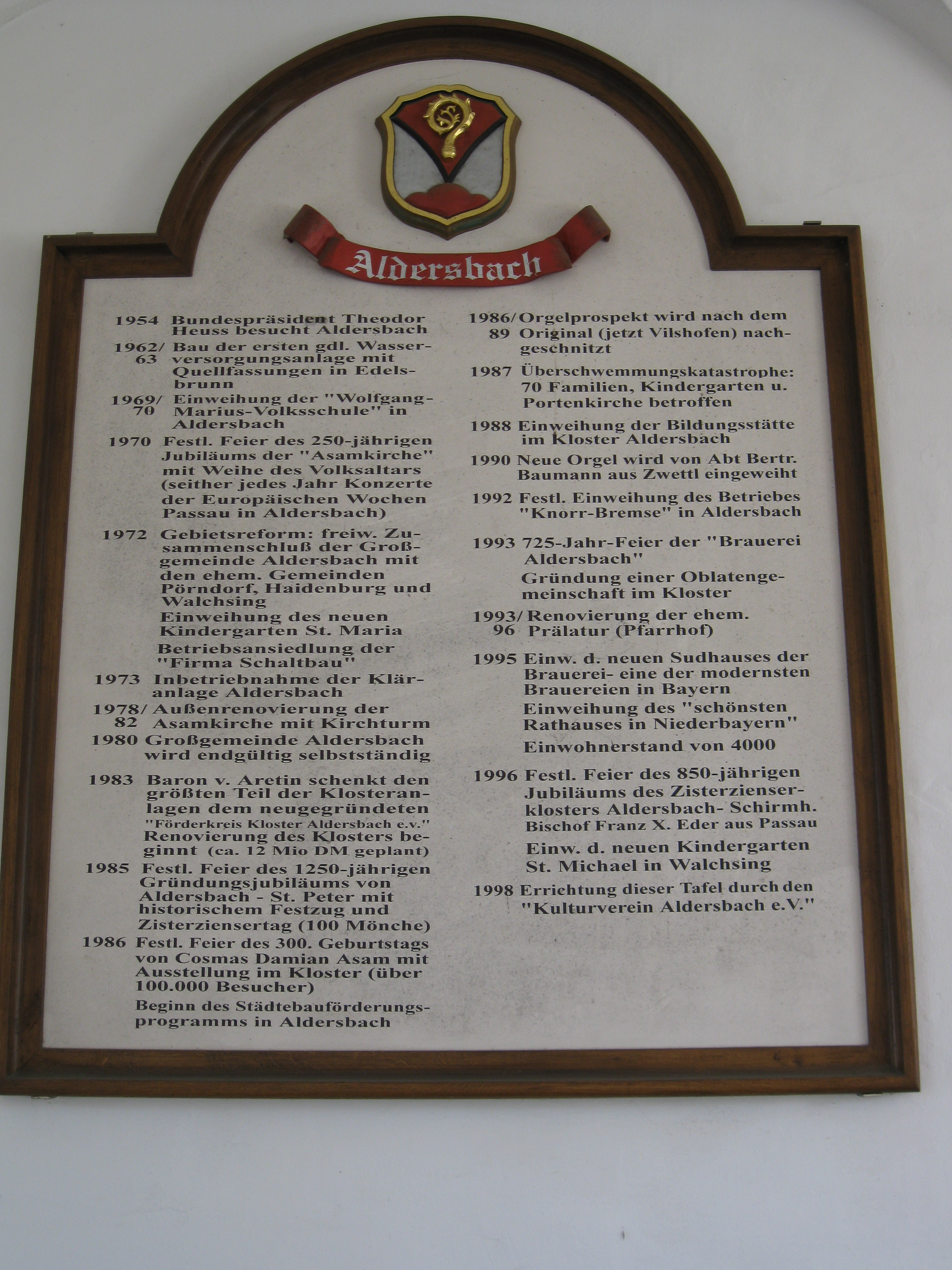
Im Durchgang zum Kloster Aldersbach sind mehrere Tafeln mit einer umfangreichen Chronologie von Ort und Kloster angebracht, hier der Teil ab 1954

Aldersbach ist eine Gemeinde im niederbayerischen Landkreis Passau. Bekannt ist der Ort unter anderem durch das Kloster Aldersbach und die Landesausstellung „Bier in Bayern“ 2016.

## Geographie

### Geographische Lage
Die Gemeinde liegt in der Region Donau-Wald im Tal der Vils rund zehn Kilometer südwestlich von Vilshofen an der Donau, 30 km westlich von Passau, 25 km nördlich von Pfarrkirchen und 15 km südlich von Osterhofen. Durch den Ort verläuft der Bach Aldersbach. Die Gegend zwischen Aldersbach und Fürstenzell wird vor allem touristisch gesehen als Klosterwinkel bezeichnet.

### Gemeindegliederung
Die Gemeinde hat 52 Gemeindeteile:
- Adenberg
- Aldersbach
- Am Käserberg
- Ammerreuth
- Atzenberg
- Beiglöd
- Duschlöd
- Eck
- Edelsbrunn
- Eggerting
- Freundorf
- Gainstorf
- Galgenberg
- Grüneröd
- Gumperting
- Haag
- Haidach
- Haideck
- Haidenburg
- Harreröd
- Heinrichsdorf
- Hiendlöd
- Hinteröd
- Hirt
- Holzhausen
- Holzhäuser
- Hütter
- Karglöd
- Kramersepp
- Kriestorf
- Maierhof
- Meiering
- Moos
- Neustift
- Niederöd
- Ölat
- Pörndorf
- Reit
- Reuth
- Röslöd
- Sankt Peter
- Schwaig
- Schwarzholz
- Seier
- Stocköd
- Uttigkofen
- Vogler
- Walchsing
- Weidfeld
- Weng
- Wetzstein
- Wifling

Es gibt die Gemarkungen Pörndorf, Walchsing, Aldersbach und Haidenburg.

### Nachbarorte
- Johanniskirchen (Landkreis Rottal-Inn)
- Roßbach (Landkreis Rottal-Inn)
- Osterhofen (Landkreis Deggendorf)
- Künzing (Landkreis Deggendorf)
- Vilshofen an der Donau (Landkreis Passau)
- Aidenbach (Landkreis Passau)

## Geschichte

### Bis zur Gemeindegründung
Die erste geschichtliche Erwähnung einer Siedlung mit Namen Aldarespah stammt aus der Mitte des 8. Jahrhunderts im Traditionscodex des Klosters Mondsee. Die angebliche Ersterwähnung einer Kirche in Aldersbach aus dieser Zeit beruht auf einer missverstandenen Notiz des frühen 14. Jahrhunderts, die im ältesten Rechnungsbuch des Klosters Aldersbach überliefert ist. 1120 erfolgte die Gründung des ersten Klosters in Aldersbach (St. Peter) durch Augustiner-Chorherren. Etwa um 1140 war bereits der Name Alderbach gebräuchlich, eine latinisierte Form findet sich in Schriftzeugnissen des frühen 16. Jahrhunderts als Adalogeriopagus. Der Name leitet sich aus dem Personennamen Althar oder Aldar und dem althochdeutschen pah bzw. pach für einen Bach ab.
Aldersbach gehörte zum Rentamt Landshut und zum Landgericht Vilshofen des Kurfürstentums Bayern. Die Abtei Aldersbach besaß hier eine offene Hofmark, die 1803 säkularisiert wurde. 1806 kam es zum Verkauf und Abbruch der Kirchen in Weng und auf dem Bernhardsberg. Im Zuge der Verwaltungsreformen in Bayern entstand mit dem Gemeindeedikt von 1818 die Gemeinde Aldersbach.

### Verwaltungsgemeinschaft
Die erzwungene Mitgliedschaft in der Verwaltungsgemeinschaft Aidenbach wurde 1980 aufgehoben.

### Geschichte der Gemeindeteile
Der Ort Walchsing wird im Jahr 1100 erstmals urkundlich erwähnt. Haidenburg war ein Adelssitz, der ursprünglich zur Herrschaft Harbach gehörte, 1737 vom Kloster Aldersbach erworben worden war und sich nach der Säkularisation 1811 von Johann Adam Freiherr von Aretin gekauft wurde. In der Folge der Reformen in Bayern entstanden mit dem Gemeinde-Edikt von 1818 die ehemaligen Gemeinden Pörndorf, Haidenburg und Walchsing, die 1972 nach Aldersbach eingemeindet wurden.

### Eingemeindungen
Im Zuge der Gebietsreform in Bayern wurden am 1. Januar 1972 die Gemeinde Walchsing und die Gemeindeteile Eggerting, Freundorf, Galgenberg, Haidenburg, Hinteröd und Uttigkofen der aufgelösten Gemeinde Haidenburg eingegliedert. Am 1. Juli 1972 kam Pörndorf (Landkreis Eggenfelden) hinzu.

### Einwohnerentwicklung
Im Zeitraum 1988 bis 2018 wuchs die Gemeinde von 3607 auf 4273 Einwohner bzw. um 18,5 %.
| Jahr | Einwohner |
| ---- | --------- |
| 1961 | 3304      |
| 1970 | 3210      |
| 1987 | 3574      |
| 1991 | 3801      |
| 1995 | 3885      |
| 2000 | 4018      |
| 2005 | 4310      |
| 2010 | 4300      |
| 2015 | 4224      |

## Politik

### Gemeinderat
Die Kommunalwahlen von 2020 und frühere ergaben folgende Sitzverteilungen:
|      | CSU | Freie Wähler | Grüne | SPD/PWG | Gesamt |
| 2020 | 7   | 4            | 3     | 2       | 16     |
| 2014 | 8   | 3            | 3     | 2       | 16     |

### Bürgermeister
Erster Bürgermeister ist Harald Mayrhofer (CSU/Überparteiliche Wählergem.).
Eine Besonderheit in Aldersbach ist die politische Stabilität, da die Gemeinde seit 1946 erst vier Bürgermeister hatte: Von 1946 bis 1966 hatte Alfons Duschl dieses Amt inne, ihm folgte bis 1990 Josef Kiermeier. Von 1990 bis 2014 war Franz Schwarz Bürgermeister. Bei der Kommunalwahl vom 16. März 2014 wurde Harald Mayrhofer für sechs Jahre neu ins Amt gewählt. Mayerhofer wurde bei den Kommunalwahlen am 15. März 2020 mit 54,95 Prozent im Amt bestätigt.

### Wappen
|                         | Blasonierung: „In Silber auf rotem Dreiberg stehend eine gestürzte, eingeschweifte rote Spitze, darin die goldene Krümme eines Abtstabs.“ |
| Wappenführung seit 1968 | |

## Baudenkmäler

Der Innenraum der Portalkirche

- Ehemalige Zisterzienser-Klosteranlage in Aldersbach, mit Klosterkirche Mariä Himmelfahrt (Aldersbach) und Klostergebäuden
- Pfarrkirche St. Michael in Walchsing
- Schloss Haidenburg

## Wirtschaft und Infrastruktur

### Wirtschaft einschließlich Land- und Forstwirtschaft

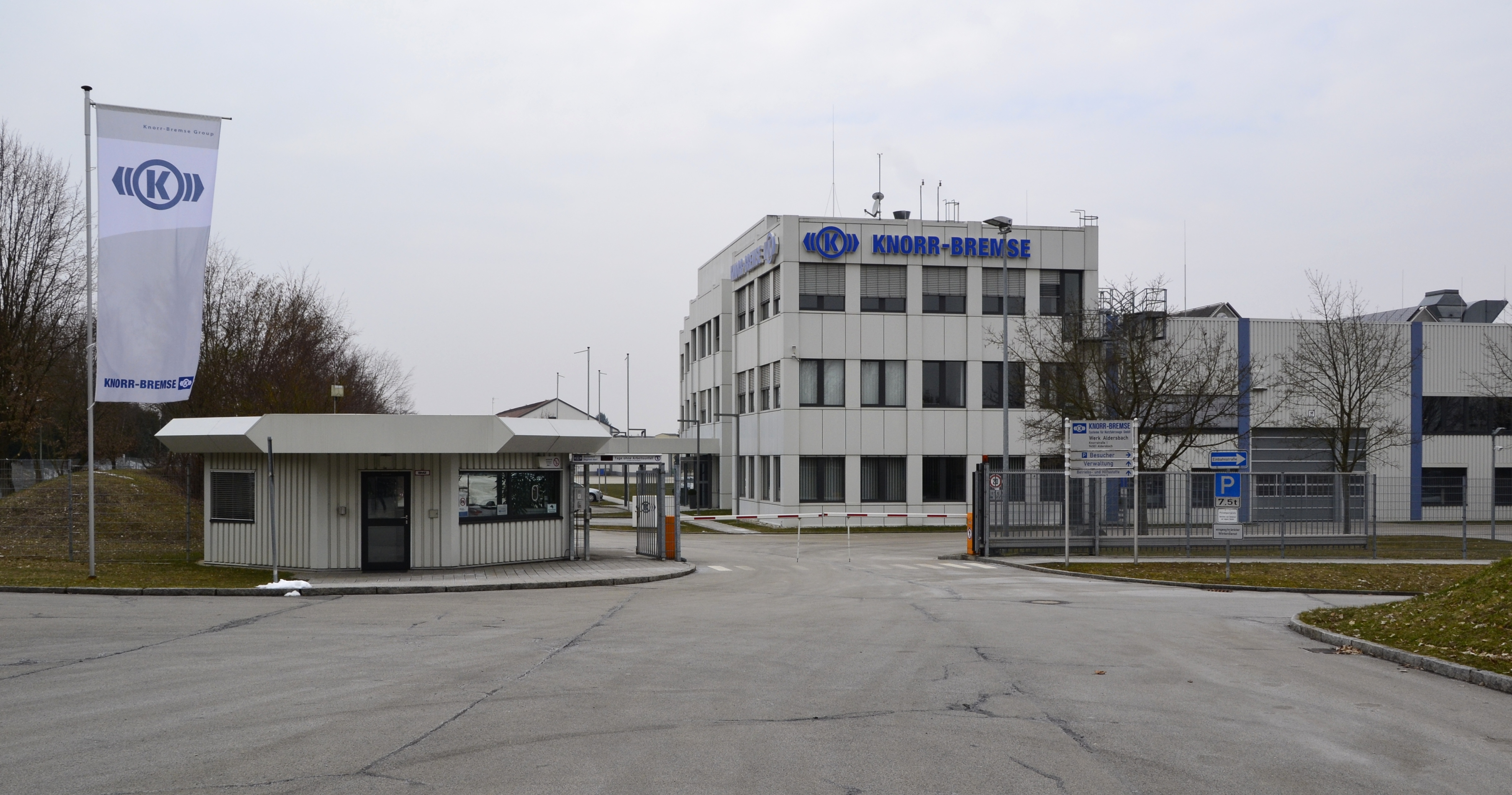
Knorr-Bremse-Niederlassung in Aldersbach

2017 gab es in der Gemeinde 1867 sozialversicherungspflichtige Arbeitsplätze. Von der Wohnbevölkerung standen 1725 Personen in einem versicherungspflichtigen Beschäftigungsverhältnis. Damit war die Zahl der Einpendler um 142 Personen größer als die der Auspendler. 60 Einwohner waren arbeitslos. 2016 gab es 65 landwirtschaftliche Betriebe. Von der Gemeindefläche waren 3.271 Hektar landwirtschaftlich genutzt.
Der größte Arbeitgeber ist das Werk der KNORR-Bremse AG, wo annähernd 1000 Mitarbeiter beschäftigt sind. Ein weiterer großer Arbeitgeber ist die Brauerei Aldersbach und eine Niederlassung der Schaltbau Holding AG.

### Bildung
Es gibt folgende Einrichtungen, Stand 2018:
- Zwei Kindergärten: St. Maria, St. Wolfgang, mit zusammen 159 genehmigten Plätzen und 139 Kindern
- Wolfgang-Marius-Grundschule Aldersbach mit 16 Lehrkräften, 12 Klassen und 248 Schülern

## Söhne und Töchter der Stadt
- Anton von Aretin (1847–1921), bayerischer Verwaltungsjurist, wurde im Ortsteil Haidenburg geboren
- Heinrich von Aretin (1875–1943), Gutsbesitzer und Reichstagsabgeordneter
- Franz Xaver Eggersdorfer (1879–1958), katholischer Theologe und Pädagoge
- Friedrich Hofmann (1902–1977), katholischer Theologe
- Sigmund Haringer (1908–1975), Fußball-Nationalspieler
- Max Gerstl (1921–1994), im Ortsteil Walchsing geborener Politiker, Mitglied des Bayerischen Landtags
- Fred Arbinger (* 1957), Fußballspieler und -trainer